# Adrian Gonzalez (baseball)
Pour les articles homonymes, voir Adrian Gonzalez et Gonzalez.
Adrian Gonzalez, né le 8 mai 1982 à San Diego (Californie) aux États-Unis, est un joueur mexicain de baseball évoluant en Ligue majeure de baseball à la position de joueur de premier but. 
Invité cinq fois au match des étoiles, Gonzalez a gagné quatre Gants dorés du meilleur joueur défensif à sa position et deux Bâtons d'argent du meilleur joueur de premier but offensif. 
Il a aussi participé à la Classique mondiale de baseball avec l'équipe du Mexique en 2006, 2009, 2013 et 2017.

## Biographie

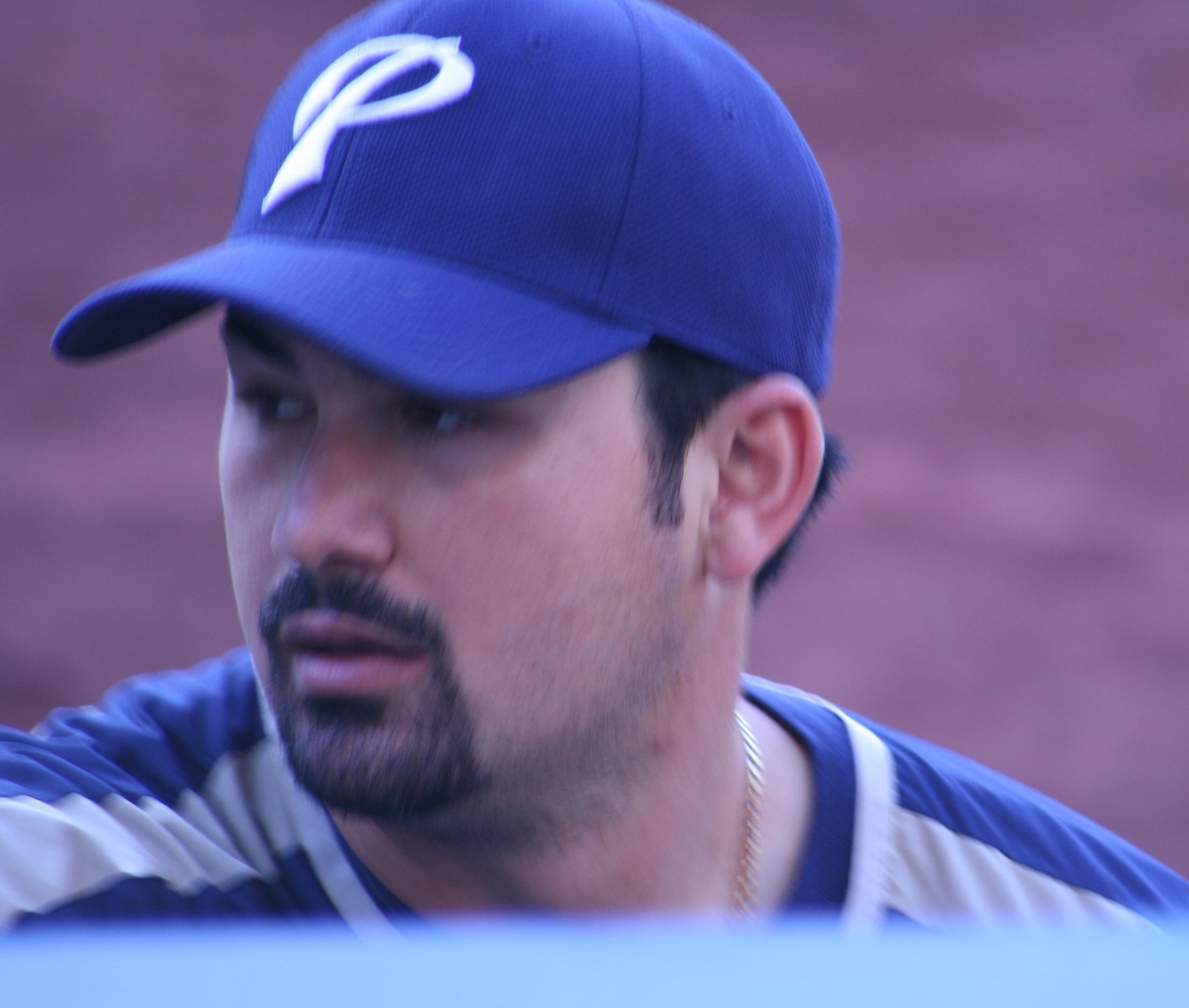
Adrian Gonzalez en 2006.

Adrian Gonzalez voit le jour à San Diego aux États-Unis mais grandit des deux côtés de la frontière entre le Mexique et la Californie, à San Ysidro du côté américain et Tijuana du côté mexicain.
Après des études secondaires à l'Eastlake High School de Chula Vista (Californie), Adrian Gonzalez est sélectionné comme premier choix global du repêchage amateur de juin 2000 par les Marlins de la Floride. Il perçoit un bonus de trois millions de dollars à la signature de son premier contrat professionnel le 6 juin 2000.

### Rangers du Texas
Encore joueur de ligues mineures, il est transféré chez les Rangers du Texas le 11 juillet 2003 lors d'un échange impliquant plusieurs joueurs. Gonzalez fait ses débuts en Ligue majeure le 18 avril 2004 avec les Rangers.

### Padres de San Diego

#### Saison 2006

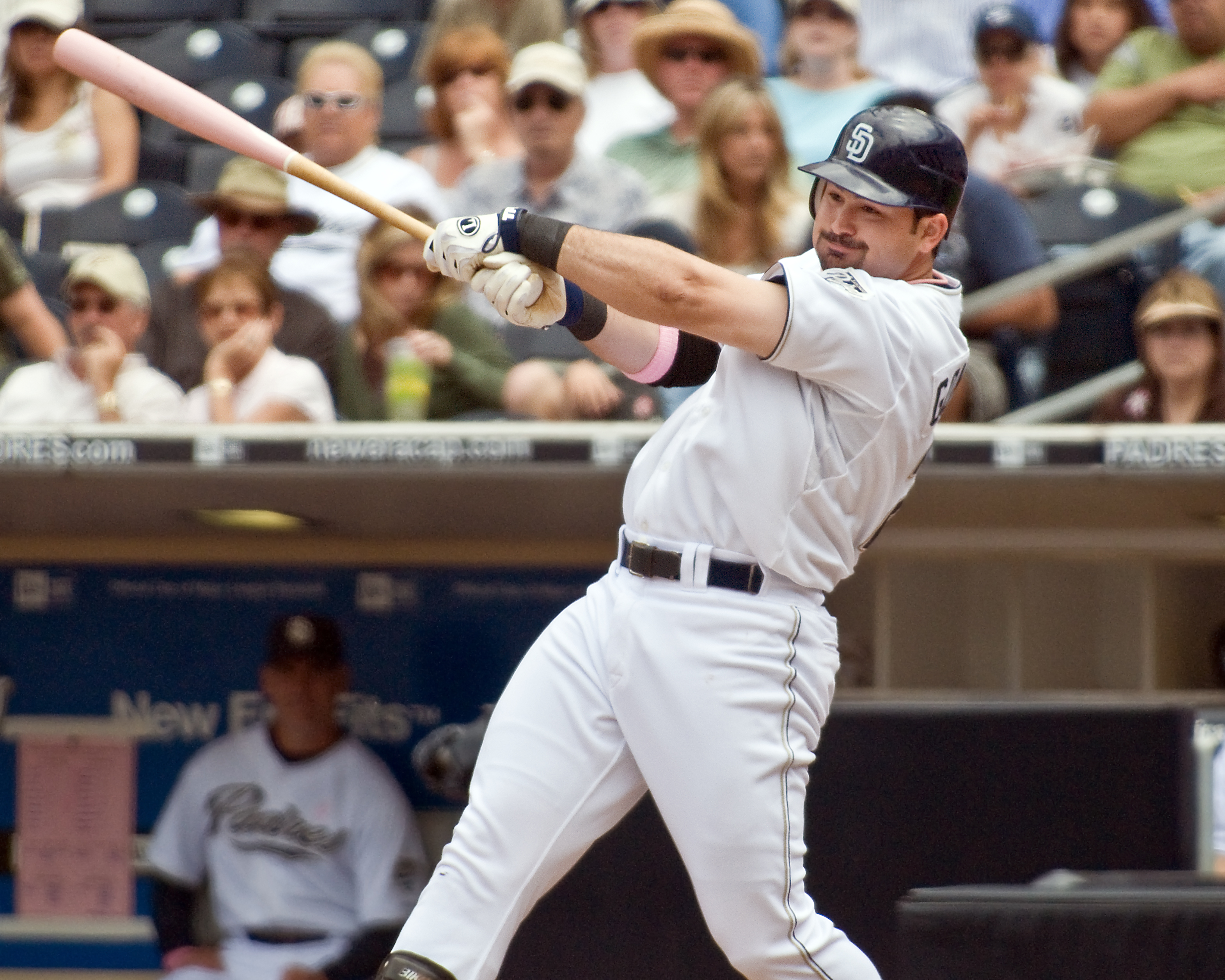
Adrian Gonzalez s'élance en 2008 pour les Padres de San Diego.

Le 6 janvier 2006, les Rangers échangent Adrian Gonzalez, le lanceur droitier Chris Young et le voltigeur Terrmel Sledge aux Padres de San Diego en retour de trois lanceurs droitiers : Adam Eaton, Akinori Otsuka et Casey Kelly. Plusieurs années plus tard, le manager général Jon Daniels des Rangers admet s'être trompé en échangeant Gonzalez aux Padres dans cette transaction qui a peu profité à l'équipe texane.
En mars 2006, Gonzalez dispute la première édition de la Classique mondiale de baseball avec l'équipe du Mexique.

#### Saison 2007
Le 31 mars 2007, Adrian Gonzalez signe une prolongation de contrat chez les Padres : il s'engage pour quatre ans contre 9,5 millions de dollars. Les Padres ont de plus une option pour la saison 2011 à 5,5 millions.

#### Saison 2008
En 2008, il est sélectionné pour la première fois pour le Match des étoiles dans l'équipe de la Ligue nationale. Il gagne le Gant doré du meilleur joueur de premier but défensif de la Ligue nationale.

#### Saison 2009
En 2009, Gonzalez est invité une fois de plus au match d'étoiles et gagne son second Gant doré.
Il joue en Ligue hivernale mexicaine avec les Venados de Mazatlán durant l'hiver 2009. Champion avec Mazatlán, il prend part à la Série des Caraïbes 2009, où il domine nombre de catégories statistiques.
saison 2011

### Red Sox de Boston

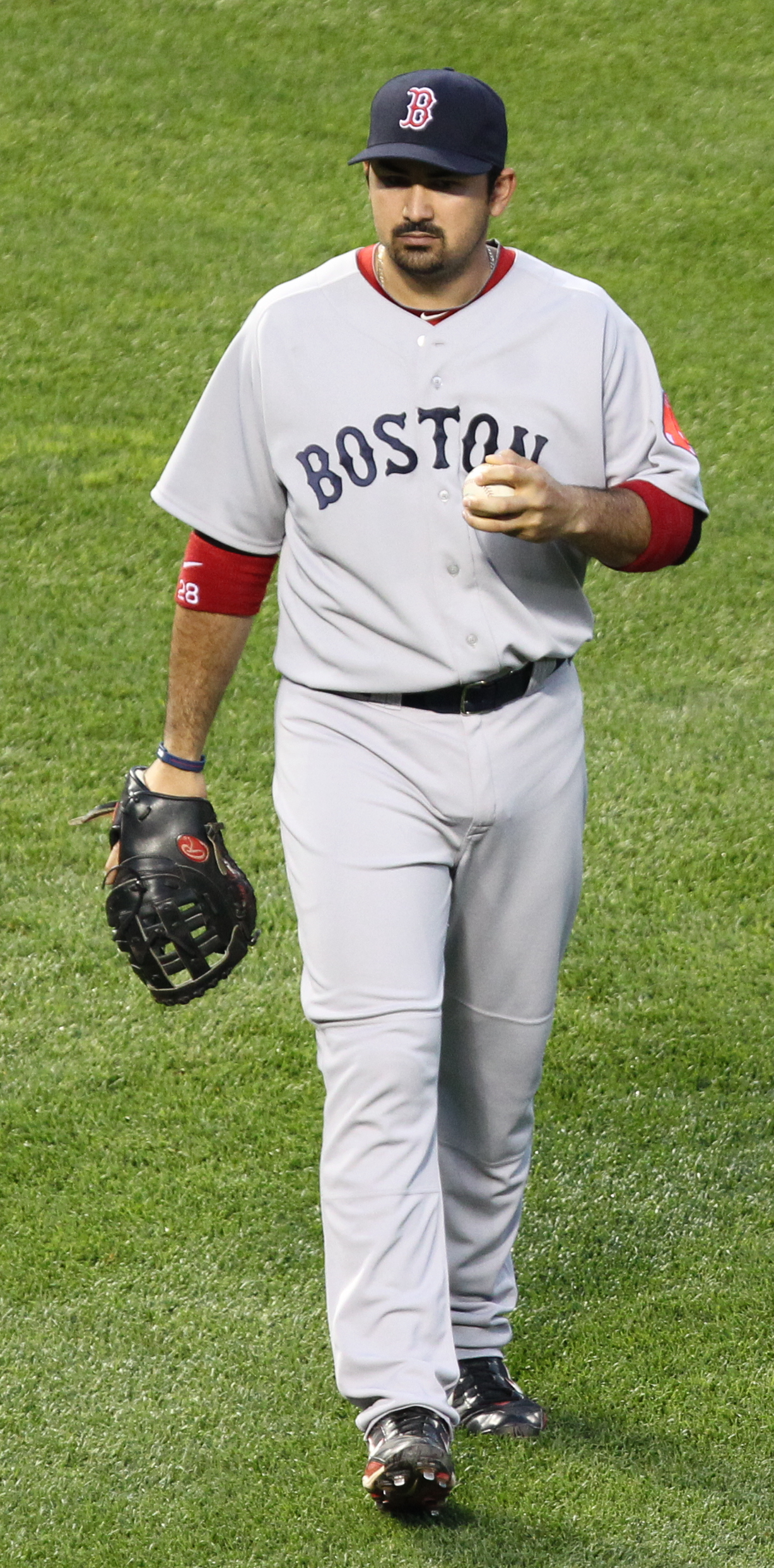
Adrian Gonzalez en 2011 avec les Red Sox.

Le 6 décembre 2010, Gonzalez est échangé aux Red Sox de Boston en retour de trois joueurs d'avenir : le joueur de premier but Anthony Rizzo, le lanceur droitier Casey Kelly, le voltigeur Reymond Fuentes et le joueur d'utilité Eric Patterson.
Gonzalez signe une prolongation de contrat chez les Red Sox le 15 avril 2011. Il s'engage pour sept ans (2012-2018) contre 154 millions de dollars.

#### Saison 2011
Durant le mois de juin 2011, la nouvelle vedette des Red Sox maintient une moyenne au bâton de ,404 avec 25 points produits en 25 matchs. Il reçoit l'honneur du joueur par excellence du mois de juin dans la Ligue américaine de baseball.
Gonzalez est le meilleur frappeur de coups sûrs du baseball majeur en 2011 avec un total de 213. Avec une moyenne au bâton de ,338 seul Miguel Cabrera des Tigers de Détroit lui est supérieur dans les majeures. Il termine troisième de la Ligue américaine derrière Cabrera et José Bautista pour la moyenne de présence sur les buts (,410). Il est cinquième de l'Américaine pour les coups sûrs de plus d'un but (75) et sixième de cette ligue avec 45 doubles. Ses 117 points produits le placent troisième de l'Américaine tout juste derrière deux joueurs des Yankees de New York, Curtis Granderson (119) et Robinson Cano (118). Il entre aussi dans le top 5 de l'Américaine avec 105 points marqués. Enfin, son total de buts (345) est le troisième meilleur de toutes les majeures après son coéquipier des Red Sox Jacoby Ellsbury et Matt Kemp.
Gonzalez honore en juillet sa quatrième sélection en quatre ans au match des étoiles et est d'ailleurs voté sur la formation de départ par les partisans de baseball appelés à déterminer les joueurs partants. Pour la première fois de sa carrière, il remporte le Bâton d'argent qui récompense le meilleur joueur de premier but offensif de la ligue. Il reçoit également son troisième Gant doré, soulignant ses qualités à la défensive. Le joueur des Red Sox termine septième du vote tenu en fin d'année pour élire le joueur par excellence de la saison en Ligue américaine.

### Dodgers de Los Angeles
Le 25 août 2012, les Red Sox de Boston échangent Gonzalez, le voltigeur Carl Crawford, le lanceur droitier Josh Beckett et le joueur de troisième but Nick Punto aux Dodgers de Los Angeles contre le premier but James Loney, le joueur de deuxième but Iván DeJesús, le lanceur droitier Allen Webster et deux joueurs à être nommés plus tard (Rubby De La Rosa et Jerry Sands). En 159 matchs joués en 2012, Gonzalez récolte 188 coups sûrs dont 18 circuits, produit 108 points et frappe pour ,299.

#### Saison 2013
En 2013, Gonzalez mène les Dodgers pour les passages au bâton (641), les présences officielles au bâton (583), les coups sûrs (171), les points marqués (69), le total de buts (269), les circuits (22) et les points produits (100), en plus de finir second pour les doubles (32) avec un de moins que son coéquipier Andre Ethier. Sa moyenne au bâton s'élève à ,293. Il termine 18e au vote annuel désignant le meilleur joueur de la Ligue nationale. En 10 rencontres éliminatoires, il frappe pour ,316 avec 12 coups sûrs dont 3 circuits, 7 points produits et 7 points marqués. Il frappe deux circuits dans le 5e match de la Série de championnat de la Ligue nationale face aux Cardinals de Saint-Louis.

#### Saison 2014
En 2014, Gonzalez mène les majeures avec 116 points produits. Il est premier chez les Dodgers avec 41 doubles et 27 circuits. En 159 matchs joués, il accumule 163 coups sûrs et maintient une moyenne au bâton de ,276.

#### Saison 2015
Gonzalez amorce la saison 2015 en devenant le premier joueur de l'histoire à réussir 5 coups de circuit dans les 3 premiers matchs de son équipe. Il est nommé meilleur  joueur du mois d'avril 2015 dans la Ligue nationale, après avoir mené les majeures pour les circuits (8) et la moyenne de puissance (,790). Durant le premier mois de la saison, il réussit 9 doubles, produit 19 points, en marque le même nombre, maintient une moyenne au bâton de ,383 et remet une moyenne de présence sur les buts de ,432.
Avec le joueur d'utilité Charlie Culberson, le lanceur gaucher Scott Kazmir et le lanceur droitier Brandon McCarthy, Gonzalez est échangé des Dodgers aux Braves d'Atlanta le 16 décembre 2017 contre le joueur de champ extérieur Matt Kemp. Deux jours plus tard, il est libéré par les Braves et devient agent libre.

## Vie personnelle
En 2008 et 2009 pour San Diego, Adrian a joué aux côtés de son frère aîné Edgar Gonzalez. Les deux frères sont nés aux États-Unis mais leur père a fait partie de l'équipe nationale de baseball du Mexique.

## Statistiques
| Saison | Équipe    | G   | AB   | R   | H   | 2B  | 3B | HR  | RBI | SB | BA    |
| ------ | --------- | --- | ---- | --- | --- | --- | -- | --- | --- | -- | ----- |
| 2004   | Texas     | 16  | 42   | 7   | 10  | 3   | 0  | 1   | 7   | 0  | 0,238 |
| 2005   | Texas     | 43  | 150  | 17  | 34  | 7   | 1  | 6   | 17  | 0  | 0,227 |
| 2006   | San Diego | 156 | 570  | 83  | 173 | 38  | 1  | 24  | 82  | 0  | 0,304 |
| 2007   | San Diego | 161 | 646  | 101 | 182 | 46  | 3  | 30  | 100 | 0  | 0,282 |
| 2008   | San Diego | 162 | 616  | 103 | 172 | 32  | 1  | 36  | 119 | 0  | 0,279 |
| 2009   | San Diego | 160 | 552  | 90  | 153 | 27  | 2  | 40  | 99  | 1  | 0,277 |
| 2010   | San Diego | 160 | 591  | 87  | 176 | 33  | 0  | 31  | 101 | 0  | 0,298 |
| Totaux | Totaux    | 858 | 3167 | 488 | 900 | 186 | 8  | 168 | 525 | 1  | 0,284 |

| Saison | Équipe    | G | AB | R | H | 2B | 3B | HR | RBI | SB | BA    |
| ------ | --------- | - | -- | - | - | -- | -- | -- | --- | -- | ----- |
| 2006   | San Diego | 4 | 14 | 2 | 5 | 0  | 0  | 0  | 0   | 0  | 0,357 |
| Totaux | Totaux    | 4 | 14 | 2 | 5 | 0  | 0  | 0  | 0   | 0  | 0,357 |

Note : G = Matches joués ; AB = Passages au bâton; R = Points ; H = Coups sûrs ; 2B = Doubles ; 3B = Triples ; 
HR = Coup de circuit ; RBI = Points produits ; SB = Buts volés ; BA = Moyenne au bâton.